# Агротехнологии
Агротехнологии (точные агротехнологии, в научной литературе и СМИ часто сокращается до агротех, agtech, agrotech, agritech) — комплекс высокотехнологичных методик в растениеводстве и производстве культур, нацеленных на повышение урожайности, качества продукции и экономической эффективности производства с учётом требований экологической безопасности.
Не следует путать с агротехникой. Этим термином принято называть приемы и методы, имеющие отношение к агрономии и земледелию, в то время как Agtech в первую очередь подразумевает использование современной техники и информационных технологий, спроектированных специально для сельского хозяйства.
К современным агротехнологиям принято относить:
- Сельскохозяйственное использование беспилотных летательных аппаратов
- Спутниковое фотографирование агропромышленного земельного фонда
- Наблюдение и анализ за ростом урожаев с помощью IoT-датчиков (климатических, микробиологических, химических и пр.)
- Отслеживание фаз роста и качественных характеристик культур с помощью машинного зрения
- Использование искусственного интеллекта с целью анализа интенсивности роста урожая и внесения изменений в технологические карты выращивания
- Использование микрометеорологии и машинных методов управления, учитывающих точный прогноз погоды
- Автоматизированное орошение и управляемые компьютером системы полива
- Управление светом и теплом в условиях закрытых помещений, и теплиц
- Интеллектуальный программный анализ для прогнозирования фитозаболеваний и вредителей,
- Использование биотехнологий
- Гидропоника, технология беспочвенного земледелия
- Использование машинного и глубокого обучения для анализа эффективности агропроизводства

К агротехнологиям относятся и подходы, повявившиеся в результате требований устойчивой экологии, например, контурно-мелиоративное земледелие, при котором сельскохозяйственные поля нарезаются не геометрически правильными, а с учётом природных границ рельефа и состава почв.
Качественный скачок в интенсификации агротехнологий произошел в 70-х годах в результате технологической революции в Западной Европе, включавшей создание интенсивных сортов нового типа (зеленая революция) и разработку системы управления продукционным процессом по микропериодам органогенеза (агрохимическая революция). Четвертая промышленная революция и экологические требования привели к появлению точного земледелия и ферм закрытого цикла, сферам «нового фермерства» где внедрение агротехнологий оказалось наиболее интенсивным.
Агротехнологии позволяют поддерживать единую систему управления агроландшафтом через севообороты, системы обработки почвы, удобрения и защиты растений, то есть являются составной частью адаптивно-ландшафтных систем земледелия. При этом они имеют индивидуальное значение, определяемое прежде всего особенностями сорта, поскольку каждому типу сорта (по назначению, интенсивности и другим параметрам) соответствует определённая система управления продукционным процессом и структурная модель агроценоза.
Методология формирования агротехнологий заключается в последовательном преодолении факторов, лимитирующих урожайность культуры и качество продукции. Количество их зависит от сложности экологической обстановки и уровня планируемой урожайности. Тем самым в значительной мере определяется содержание агротехнологий и разрабатываемых на их основе технологических карт.
Уровень интенсификации агротехнологий в конкретном агрохозяйстве выбирается в зависимости от производственно-ресурсного потенциала товаропроизводителя. При наличии сортов интенсивного типа и агрохимических ресурсов, необходимых для оптимального питания растений и интегрированной защиты от болезней и вредных организмов, практикуются интенсивные технологии с постоянной технологической колеей для ухода за посевами.
Если не позволяет уровень квалификации специалистов, обеспеченность ресурсами или агроэкологические условия сельскохозяйственного предприятия (засушливость климата, сложный почвенный покров, рельеф и др.), следует ориентироваться на традиционные агротехнические приемы, выполняемые с учётом защиты почв от эрозии и дефляции, в которых используются пластичные сорта растений, агрохимические средства применяются в режиме компенсации острых дефицитов элементов питания, устранения повышенной кислотности, солонцеватости почв и защиты растений от поражений вредными организмами.